# Alacón
Alacón es una localidad y un municipio de la comarca de Andorra-Sierra de Arcos de la provincia de Teruel, comunidad de Aragón, España.Cuenta con una población de 208 habitantes (INE 2024)

## Geografía
El pueblo se asienta sobre un alto cerro que se alza en la confluencia de los barrancos de la Muela y del Mortero. Entre ambos, aprovechando un manantial que da lugar a una balsa, se erige la ermita de San Miguel, a la que los alaconeros acuden en romería el día del santo. Está integrado en el Parque Cultural del Río Martín.

## El pueblo
En el casco urbano se ubica, además, la Ermita del Calvario, junto a la llamada Torre Vieja, de origen árabe. Junto a ellos está el recién inaugurado Museo del Molino, acerca del proceso de producción del aceite de oliva y que ocupa el espacio que antes dedicaba al molino de prensar las olivas.

## Las bodegas
Unas quinientas bodegas perforan la ladera norte de la loma sobre la que se asienta el pueblo y que adopta, en función de este fin, una forma aterrazada para paliar la abrupta pendiente. Dentro, como una de las mayores atracciones de Alacón, se elabora y guarda el recio vino que sale de las viñas de la zona. Fresco en verano y templado en invierno, este caldo se sigue elaborando según los cánones tradicionales de la comarca. 

## Demografía
Alacón cuenta con una población de 208 habitantes (INE 2024).
| Gráfica de evolución demográfica de Alacón entre 1842 y 2021                                                        |
| |
| Población de derecho según los censos de población del INE Población de hecho según los censos de población del INE |

## Administración y política
| Período                       | Alcalde                                                        | Partido                           |  |
| ----------------------------- | -------------------------------------------------------------- | --------------------------------- |  |
| 1979-1979 1979-1981 1981-1983 | Fidel Pinac Albero Miguel Miguel Benito Bautista Blasco Ferrer | UCD                               |  |
| 1979-1979 1979-1981 1981-1983 | Fidel Pinac Albero Miguel Miguel Benito Bautista Blasco Ferrer | UCD                               |  |
| 1979-1979 1979-1981 1981-1983 | Fidel Pinac Albero Miguel Miguel Benito Bautista Blasco Ferrer | UCD                               |  |
| 1983-1987                     |                                                                |                                   |  |
| 1987-1991                     |                                                                |                                   |  |
| 1991-1995                     |                                                                |                                   |  |
| 1995-1999                     |                                                                |                                   |  |
| 1999-2003                     | Begoña Pastor Moreno                                           | Independiente (PAR)               |  |
| 2003-2007                     | Begoña Pastor Moreno                                           | independiente (PAR)               |  |
| 2007-2011                     |                                                                |                                   |  |
| 2011-2015                     | Ismael Domingo Alquézar Alquézar                               | PAR                               |  |
| 2015-2019                     | Raúl Lázaro Lázaro                                             | PSOE                              |  |
| 2019-2023                     | Ricardo Alquézar Albero                                        | Agrupación de Electores de Alacón |  |
| 2023-                         | Ricardo Alquézar Albero                                        | Teruel Existe                     |  |

| Partido político    | Partido político                                   | 2003   | 2007   | 2011   | 2015   |
| Partido político    | Partido político                                   | Ediles | Ediles | Ediles | Ediles |
|                     | Partido de los Socialistas de Aragón (PSOE-Aragón) | 3      | 3      | 3      | 4      |
|                     | Partido Aragonés (PAR)                             | 4      | —      | 4      | 3      |
|                     | Partido Popular de Aragón (PP)                     | —      | 4      | —      | —      |
| Total de concejales | Total de concejales                                | 7      | 7      | 7      | 7      |

## Fiestas
Celebra sus fiestas patronales el día 16 de agosto (San Roque) y el 29 de septiembre (San Miguel Arcángel).